# Lydella striatalis
Lydella striatalis är en tvåvingeart som först beskrevs av Townsend 1916.  Lydella striatalis ingår i släktet Lydella och familjen parasitflugor. Inga underarter finns listade i Catalogue of Life.